# Shakin’ Stevens/Diskografie
Diese Diskografie ist eine Übersicht über die musikalischen Werke des britischen Rock-’n’-Roll-Sängers Shakin’ Stevens und seinen Veröffentlichungen als Shakin’ Stevens & Sunsets sowie unter dem Pseudonym Shaky. Den Schallplattenauszeichnungen zufolge hat er bisher mehr als 9,6 Millionen Tonträger verkauft, davon alleine in seiner Heimat über 7,6 Millionen. Seine erfolgreichste Veröffentlichung ist die Single Merry Christmas Everyone mit über vier Millionen verkauften Einheiten.

## Alben

### Studioalben
| Jahr                              | Titel Musiklabel                                                                                            | Höchstplatzierung, Gesamtwochen, AuszeichnungChartplatzierungen (Jahr, Titel, Musiklabel, Platzierungen, Wochen, Auszeichnungen, Anmerkungen) | Höchstplatzierung, Gesamtwochen, AuszeichnungChartplatzierungen (Jahr, Titel, Musiklabel, Platzierungen, Wochen, Auszeichnungen, Anmerkungen) | Höchstplatzierung, Gesamtwochen, AuszeichnungChartplatzierungen (Jahr, Titel, Musiklabel, Platzierungen, Wochen, Auszeichnungen, Anmerkungen) | Höchstplatzierung, Gesamtwochen, AuszeichnungChartplatzierungen (Jahr, Titel, Musiklabel, Platzierungen, Wochen, Auszeichnungen, Anmerkungen) | Höchstplatzierung, Gesamtwochen, AuszeichnungChartplatzierungen (Jahr, Titel, Musiklabel, Platzierungen, Wochen, Auszeichnungen, Anmerkungen) | Anmerkungen                                                 |
| Jahr                              | Titel Musiklabel                                                                                            | DE | AT | CH | UK | US | Anmerkungen                                                 |
| --------------------------------- | --- | --- | --- | --- | --- | --- | ----------------------------------------------------------- |
| als Shakin’ Stevens & The Sunsets | | | | | | |                                                             |
|                                   | | | | | | |                                                             |
| 1970                              | A Legend auch bekannt als: Collection oder Rock on with Shakin’ Stevens & The Sunsets Parlophone (EMI)      | — | — | — | — | — | Erstveröffentlichung: 1970                                  |
| 1971                              | I’m No J. D. auch bekannt als: Shakin’ Stevens Columbia Records (CBS)                                       | — | — | — | UK34 (5 Wo.)UK | — | Erstveröffentlichung: 1971                                  |
| 1972                              | Rockin’ & Shakin’ Contour (Contour)                                                                         | — | — | — | — | — | Erstveröffentlichung: 1972                                  |
| 1973                              | Shakin’ Stevens & The Sunsets Pink Elephant (PE)                                                            | — | — | — | — | — | Erstveröffentlichung: 1973                                  |
| 1975                              | Manhattan Melodrama Pink Elephant (PE)                                                                      | — | — | — | — | — | Erstveröffentlichung: 1975                                  |
| 1976                              | Shakin’ Stevens & The Sunsets Dynamite Records (DYR)                                                        | — | — | — | — | — | Erstveröffentlichung: 1976                                  |
| 1977                              | Come on Memphis! auch bekannt als: At the Rockhouse, Sexy Ways oder Shake Baby Shake Dynamite Records (DYR) | — | — | — | — | — | Erstveröffentlichung: 1977                                  |
| als Shakin’ Stevens               | | | | | | |                                                             |
|                                   | | | | | | |                                                             |
| 1978                              | Shakin’ Stevens Polydor (Polydor)                                                                           | — | — | — | UK— GoldUK | — | Erstveröffentlichung: 7. April 1978 Verkäufe: + 115.000     |
| 1979                              | Take One! auch bekannt als: Hot Dog Epic Records (CBS)                                                      | DE11 (22 Wo.)DE | AT9 (8 Wo.)AT | — | UK62 (2 Wo.)UK | — | Erstveröffentlichung: Oktober 1979                          |
| 1980                              | This Ole House auch bekannt als: Get Shakin’ oder Marie, Marie Epic Records (CBS)                           | DE4 Gold · (29 Wo.)DE | AT7 (14 Wo.)AT | — | UK2 Gold · (28 Wo.)UK | — | Erstveröffentlichung: 17. Oktober 1980 Verkäufe: + 350.000  |
| 1981                              | Shaky auch bekannt als: Green Door Epic Records (CBS)                                                       | DE4 Gold · (56 Wo.)DE | AT1 (22 Wo.)AT | — | UK1 Platin · (28 Wo.)UK | — | Erstveröffentlichung: 4. September 1981 Verkäufe: + 600.000 |
| 1982                              | Give Me Your Heart Tonight Epic Records (CBS)                                                               | DE10 (18 Wo.)DE | AT6 (8 Wo.)AT | — | UK3 Platin · (18 Wo.)UK | — | Erstveröffentlichung: 1. Oktober 1982 Verkäufe: + 300.000   |
| 1983                              | The Bop Won’t Stop Epic Records (CBS)                                                                       | DE24 (11 Wo.)DE | — | CH12 (12 Wo.)CH | UK21 Gold · (27 Wo.)UK | — | Erstveröffentlichung: 26. November 1983 Verkäufe: + 100.000 |
| 1985                              | Lipstick, Powder and Paint Epic Records (CBS)                                                               | DE59 (3 Wo.)DE | — | CH27 (1 Wo.)CH | UK37 Gold · (9 Wo.)UK | — | Erstveröffentlichung: 16. November 1985 Verkäufe: + 100.000 |
| 1987                              | Let’s Boogie Epic Records (CBS)                                                                             | — | — | — | UK59 (7 Wo.)UK | — | Erstveröffentlichung: 31. Oktober 1987                      |
| 1990                              | There Are Two Kinds of Music … Rock ’n’ Roll Epic Records (CBS)                                             | — | — | — | UK65 (2 Wo.)UK | — | Erstveröffentlichung: 20. Oktober 1990                      |
| 2007                              | Now Listen Sony Music (Sony BMG)                                                                            | — | — | — | — | — | Erstveröffentlichung: 1. Juni 2007                          |
| 2016                              | Echoes of Our Times HEC Records (RTD)                                                                       | — | — | — | UK22 (2 Wo.)UK | — | Erstveröffentlichung: 23. September 2016                    |
| 2023                              | Re-Set BMG Rights Management (WMG)                                                                          | DE61 (1 Wo.)DE | AT68 (1 Wo.)AT | — | UK24 (1 Wo.)UK | — | Erstveröffentlichung: 28. April 2023                        |

grau schraffiert: keine Chartdaten aus diesem Jahr verfügbar

### Kompilationen
| Jahr | Titel Musiklabel                                                                  | Höchstplatzierung, Gesamtwochen, AuszeichnungChartplatzierungen (Jahr, Titel, Musiklabel, Platzierungen, Wochen, Auszeichnungen, Anmerkungen) | Höchstplatzierung, Gesamtwochen, AuszeichnungChartplatzierungen (Jahr, Titel, Musiklabel, Platzierungen, Wochen, Auszeichnungen, Anmerkungen) | Höchstplatzierung, Gesamtwochen, AuszeichnungChartplatzierungen (Jahr, Titel, Musiklabel, Platzierungen, Wochen, Auszeichnungen, Anmerkungen) | Höchstplatzierung, Gesamtwochen, AuszeichnungChartplatzierungen (Jahr, Titel, Musiklabel, Platzierungen, Wochen, Auszeichnungen, Anmerkungen) | Höchstplatzierung, Gesamtwochen, AuszeichnungChartplatzierungen (Jahr, Titel, Musiklabel, Platzierungen, Wochen, Auszeichnungen, Anmerkungen) | Anmerkungen                                                |
| Jahr | Titel Musiklabel                                                                  | DE | AT | CH | UK | US | Anmerkungen                                                |
| ---- | --------------------------------------------------------------------------------- | --- | --- | --- | --- | --- | ---------------------------------------------------------- |
| 1980 | You Drive Me Crazy Epic Records (CBS)                                             | — | — | — | — | — | Erstveröffentlichung: 1980 Verkäufe: + 50.000              |
| 1983 | Jetzt kommt Shaky – Ein Dankeschön an alle meine Freunde Epic Records (CBS)       | DE13 (8 Wo.)DE | — | — | — | — | Erstveröffentlichung: 1983                                 |
| 1984 | Greatest Hits Epic Records (CBS)                                                  | DE56 (5 Wo.)DE | — | — | UK8 Platin · (22 Wo.)UK | — | Erstveröffentlichung: 5. November 1984 Verkäufe: + 300.000 |
| 1987 | The Very Best Of Epic Records (CBS)                                               | — | — | — | — | — | Erstveröffentlichung: 1987                                 |
| 1988 | A Whole Lotta Shaky Epic Records (CBS)                                            | — | — | — | UK42 (8 Wo.)UK | — | Erstveröffentlichung: 7. November 1988                     |
| 1990 | The Hits of Shakin’ Stevens auch bekannt als: Simply the Best Epic Records (Sony) | — | — | — | UK— SilberUK | — | Erstveröffentlichung: 22. Oktober 1990 Verkäufe: + 80.000  |
| 1992 | The Epic Years Epic Records (Sony)                                                | — | — | — | UK57 (2 Wo.)UK | — | Erstveröffentlichung: 12. Oktober 1992                     |
| 1998 | The Hits of Shakin’ Stevens Vol. II Epic Records (Sony)                           | — | — | — | — | — | Erstveröffentlichung: 19. Oktober 1998                     |
| 2005 | Lost and Found Sony Music (Sony BMG)                                              | — | — | — | — | — | Erstveröffentlichung: 21. März 2005                        |
| 2005 | The Collection auch bekannt als: Collectable Sony Music (Sony BMG)                | DE54 (2 Wo.)DE | AT61 (2 Wo.)AT | — | UK4 Gold · (10 Wo.)UK | — | Erstveröffentlichung: 11. April 2005 Verkäufe: + 120.000   |
| 2008 | Hit Collection Columbia Records (Sony BMG)                                        | — | — | — | — | — | Erstveröffentlichung: 2. Mai 2008                          |
| 2011 | Country Blues Epic Records (Sony)                                                 | — | — | — | — | — | Erstveröffentlichung: 9. August 2011                       |
| 2011 | Red Hot and Rockin’ Sony Music (Sony)                                             | — | — | — | — | — | Erstveröffentlichung: 19. September 2011                   |
| 2011 | Rock and Country Blues Sony Music (Sony)                                          | — | — | — | — | — | Erstveröffentlichung: 19. September 2011                   |
| 2011 | Rocking Rhythm Sony Music (Sony)                                                  | — | — | — | — | — | Erstveröffentlichung: 7. Oktober 2011                      |
| 2011 | Rockin’ the Blues Sony Music (Sony)                                               | — | — | — | — | — | Erstveröffentlichung: 7. Oktober 2011                      |
| 2011 | Rockin’ with Country Sony Music (Sony)                                            | — | — | — | — | — | Erstveröffentlichung: 28. Oktober 2011                     |

grau schraffiert: keine Chartdaten aus diesem Jahr verfügbar

### Remixalben
| Jahr | Titel Musiklabel                    | Anmerkungen                             |
| ---- | ----------------------------------- | --------------------------------------- |
| 2009 | The 12″ Mixes Sony Music (Sony BMG) | Erstveröffentlichung: 16. November 2009 |

### EPs
| Jahr | Titel Musiklabel | Höchstplatzierung, Gesamtwochen, AuszeichnungChartplatzierungen (Jahr, Titel, Musiklabel, Platzierungen, Wochen, Auszeichnungen, Anmerkungen) | Höchstplatzierung, Gesamtwochen, AuszeichnungChartplatzierungen (Jahr, Titel, Musiklabel, Platzierungen, Wochen, Auszeichnungen, Anmerkungen) | Höchstplatzierung, Gesamtwochen, AuszeichnungChartplatzierungen (Jahr, Titel, Musiklabel, Platzierungen, Wochen, Auszeichnungen, Anmerkungen) | Höchstplatzierung, Gesamtwochen, AuszeichnungChartplatzierungen (Jahr, Titel, Musiklabel, Platzierungen, Wochen, Auszeichnungen, Anmerkungen) | Höchstplatzierung, Gesamtwochen, AuszeichnungChartplatzierungen (Jahr, Titel, Musiklabel, Platzierungen, Wochen, Auszeichnungen, Anmerkungen) | Anmerkungen                                                |
| Jahr | Titel Musiklabel | DE | AT | CH | UK | US | Anmerkungen                                                |
| ---- | --- | --- | --- | --- | --- | --- | ---------------------------------------------------------- |
| 1980 | Memphis Earthquake auch bekannt als: My Buckets Got a Hole in It Magnum Force (MF)                                    | — | — | — | — | — | Erstveröffentlichung: Oktober 1980                         |
| 1982 | Frantic Magnum Force (MF)                                                                                             | — | — | — | — | — | Erstveröffentlichung: 5. März 1982                         |
| 1982 | The Shakin’ Stevens EP auch bekannt als: Blue Christmas, Lawdy Miss Clawdy oder Special Edition EP Epic Records (CBS) | — | — | — | UK2 Silber · (8 Wo.)UK | — | Erstveröffentlichung: 3. Dezember 1982 Verkäufe: + 250.000 |
| 1983 | Justine Magnum Force (MF)                                                                                             | — | — | — | — | — | Erstveröffentlichung: Februar 1983                         |
| 1983 | Four Play auch bekannt als: Greatest Original Hits Epic Records (CBS)                                                 | — | — | — | — | — | Erstveröffentlichung: 18. Februar 1983                     |
| 1984 | Party Pack Epic Records (CBS)                                                                                         | — | — | — | — | — | Erstveröffentlichung: 12. November 1984                    |
| 1987 | What Do You Want to Make Those Eyes at Me for? Epic Records (CBS)                                                     | — | — | — | — | — | Erstveröffentlichung: 16. November 1987                    |

grau schraffiert: keine Chartdaten aus diesem Jahr verfügbar

### Weihnachtsalben
| Jahr | Titel Album                                 | Höchstplatzierung, Gesamtwochen, AuszeichnungChartplatzierungen (Jahr, Titel, Album, Platzierungen, Wochen, Auszeichnungen, Anmerkungen) | Höchstplatzierung, Gesamtwochen, AuszeichnungChartplatzierungen (Jahr, Titel, Album, Platzierungen, Wochen, Auszeichnungen, Anmerkungen) | Höchstplatzierung, Gesamtwochen, AuszeichnungChartplatzierungen (Jahr, Titel, Album, Platzierungen, Wochen, Auszeichnungen, Anmerkungen) | Höchstplatzierung, Gesamtwochen, AuszeichnungChartplatzierungen (Jahr, Titel, Album, Platzierungen, Wochen, Auszeichnungen, Anmerkungen) | Höchstplatzierung, Gesamtwochen, AuszeichnungChartplatzierungen (Jahr, Titel, Album, Platzierungen, Wochen, Auszeichnungen, Anmerkungen) | Anmerkungen                             |
| Jahr | Titel Album                                 | DE | AT | CH | UK | US | Anmerkungen                             |
| ---- | ------------------------------------------- | --- | --- | --- | --- | --- | --------------------------------------- |
| 1991 | Merry Christmas Everyone Epic Records (CBS) | DE8 a (7 Wo.)DE | — | — | — | — | Erstveröffentlichung: 28. November 1991 |

## Singles
| Jahr | Titel Album                                                             | Höchstplatzierung, Gesamtwochen, AuszeichnungChartplatzierungen (Jahr, Titel, Album, Platzierungen, Wochen, Auszeichnungen, Anmerkungen) | Höchstplatzierung, Gesamtwochen, AuszeichnungChartplatzierungen (Jahr, Titel, Album, Platzierungen, Wochen, Auszeichnungen, Anmerkungen) | Höchstplatzierung, Gesamtwochen, AuszeichnungChartplatzierungen (Jahr, Titel, Album, Platzierungen, Wochen, Auszeichnungen, Anmerkungen) | Höchstplatzierung, Gesamtwochen, AuszeichnungChartplatzierungen (Jahr, Titel, Album, Platzierungen, Wochen, Auszeichnungen, Anmerkungen) | Höchstplatzierung, Gesamtwochen, AuszeichnungChartplatzierungen (Jahr, Titel, Album, Platzierungen, Wochen, Auszeichnungen, Anmerkungen) | Anmerkungen                                                                                  |
| Jahr | Titel Album                                                             | DE | AT | CH | UK | US | Anmerkungen                                                                                  |
| ---- | ----------------------------------------------------------------------- | --- | --- | --- | --- | --- | -------------------------------------------------------------------------------------------- |
| 1970 | Spirit of Woodstock A Legend                                            | — | — | — | — | — | Erstveröffentlichung: 28. August 1970                                                        |
| 1972 | Sweet Little Rock and Roller –                                          | — | — | — | — | — | Erstveröffentlichung: 17. März 1972 Original: Chuck Berry                                    |
| 1972 | Sea Cruise I’m No J. D.                                                 | — | — | — | — | — | Erstveröffentlichung: 1972 Original: Frankie Ford, Huey Smith & Orchestra                    |
| 1974 | Honey Honey Shakin’ Stevens & The Sunsets (1973)                        | — | — | — | — | — | Erstveröffentlichung: 2. August 1974                                                         |
| 1974 | It Came Out of the Sky Shakin’ Stevens & The Sunsets (1973)             | — | — | — | — | — | Erstveröffentlichung: 1974                                                                   |
| 1975 | Lonesome Town A Legend                                                  | — | — | — | — | — | Erstveröffentlichung: 27. Februar 1975                                                       |
| 1975 | Frantic Rockin’ & Shakin’                                               | — | — | — | — | — | Erstveröffentlichung: 1975                                                                   |
| 1976 | Jungle Rock –                                                           | — | — | — | — | — | Erstveröffentlichung: 2. April 1976                                                          |
| 1976 | You Mosted Girl Rockin’ & Shakin’                                       | — | — | — | — | — | Erstveröffentlichung: 1976                                                                   |
| 1976 | Sexy Ways Shakin’ Stevens & The Sunsets (1976)                          | — | — | — | — | — | Erstveröffentlichung: 1976                                                                   |
| 1977 | Never –                                                                 | — | — | — | — | — | Erstveröffentlichung: 18. März 1977                                                          |
| 1977 | Somebody Touched Me –                                                   | — | — | — | — | — | Erstveröffentlichung: 9. September 1977                                                      |
| 1978 | Justine Shakin’ Stevens                                                 | — | — | — | — | — | Erstveröffentlichung: 27. Januar 1978 Original: Don & Dewey                                  |
| 1978 | Treat Her Right –                                                       | — | — | — | — | — | Erstveröffentlichung: 11. August 1978 Original: Roy Head                                     |
| 1980 | Hot Dog Take One!                                                       | — | — | — | UK24 (9 Wo.)UK | — | Erstveröffentlichung: 11. Januar 1980                                                        |
| 1980 | Hey Mae This Ole House                                                  | — | — | — | — | — | Erstveröffentlichung: 2. Mai 1980                                                            |
| 1980 | Marie, Marie This Ole House                                             | DE19 (37 Wo.)DE | — | — | UK19 (10 Wo.)UK | — | Erstveröffentlichung: 18. Juli 1980                                                          |
| 1980 | Shooting Gallery This Ole House                                         | — | — | — | — | — | Erstveröffentlichung: 17. Oktober 1980                                                       |
| 1981 | This Ole House                                                          | DE5 (29 Wo.)DE | AT8 (6 Wo.)AT | CH4 (7 Wo.)CH | UK1 Gold · (17 Wo.)UK | — | Erstveröffentlichung: 2. Februar 1981 Verkäufe: + 510.000; Original: Stuart Hamblen          |
| 1981 | You Drive Me Crazy Shaky                                                | DE6 (33 Wo.)DE | AT6 (6 Wo.)AT | CH4 (8 Wo.)CH | UK2 Gold · (12 Wo.)UK | — | Erstveröffentlichung: 24. April 1981 Verkäufe: + 500.000                                     |
| 1981 | Green Door Shaky                                                        | DE6 (23 Wo.)DE | AT8 (10 Wo.)AT | CH5 (9 Wo.)CH | UK1 Gold · (12 Wo.)UK | — | Erstveröffentlichung: 17. Juli 1981 Verkäufe: + 500.000; Original: Jim Lowe & The High Fives |
| 1981 | No Other Baby Manhattan Melodrama                                       | — | — | — | — | — | Erstveröffentlichung: 12. August 1981                                                        |
| 1981 | It’s Raining Shaky                                                      | DE13 (19 Wo.)DE | AT11 (4 Wo.)AT | — | UK10 Silber · (9 Wo.)UK | — | Erstveröffentlichung: 2. Oktober 1981 Verkäufe: + 250.000; Original: Irma Thomas             |
| 1982 | Oh Julie Give Me Your Heart Tonight                                     | DE2 (23 Wo.)DE | AT1 (14 Wo.)AT | CH1 (12 Wo.)CH | UK1 Gold · (10 Wo.)UK | — | Erstveröffentlichung: 8. Januar 1982 Verkäufe: + 500.000                                     |
| 1982 | Shirley Give Me Your Heart Tonight                                      | DE7 (17 Wo.)DE | AT4 (8 Wo.)AT | CH4 (7 Wo.)CH | UK6 (6 Wo.)UK | — | Erstveröffentlichung: 16. April 1982 Original: John Fred                                     |
| 1982 | Give Me Your Heart Tonight                                              | DE6 (20 Wo.)DE | AT10 (12 Wo.)AT | CH6 (7 Wo.)CH | UK11 (10 Wo.)UK | — | Erstveröffentlichung: 13. August 1982                                                        |
| 1982 | I’ll Be Satisfied Give Me Your Heart Tonight                            | DE27 (12 Wo.)DE | — | — | UK10 (8 Wo.)UK | — | Erstveröffentlichung: 8. Oktober 1982 Original: Jackie Wilson                                |
| 1983 | Your Ma Said You Cried in Your Sleep Last Night Jetzt kommt Shaky       | DE40 (6 Wo.)DE | — | — | — | — | Erstveröffentlichung: 31. März 1983 Original: Kenny Dino                                     |
| 1983 | It’s Late The Bop Won’t Stop                                            | DE18 (10 Wo.)DE | — | — | UK11 (7 Wo.)UK | — | Erstveröffentlichung: 15. Juli 1983 Original: Ricky Nelson                                   |
| 1983 | Cry Just a Little Bit The Bop Won’t Stop                                | DE27 (14 Wo.)DE | — | CH19 (6 Wo.)CH | UK3 Silber · (12 Wo.)UK | US67 (6 Wo.)US | Erstveröffentlichung: 28. Oktober 1983 Verkäufe: + 250.000                                   |
| 1983 | A Rockin’ Good Way (To Mess Around and Fall in Love) The Bop Won’t Stop | DE22 (11 Wo.)DE | AT9 (12 Wo.)AT | CH10 (8 Wo.)CH | UK5 (9 Wo.)UK | — | Erstveröffentlichung: 30. Dezember 1983 mit Bonnie Tyler; Original: Priscilla Bowman         |
| 1984 | A Love Worth Waiting For The Bop Won’t Stop                             | DE26 (11 Wo.)DE | AT13 (4 Wo.)AT | — | UK2 Silber · (10 Wo.)UK | — | Erstveröffentlichung: 12. März 1984 Verkäufe: + 250.000                                      |
| 1984 | A Letter to You Greatest Hits                                           | DE44 (11 Wo.)DE | — | CH21 (6 Wo.)CH | UK10 (8 Wo.)UK | — | Erstveröffentlichung: 3. September 1984                                                      |
| 1984 | Teardrops Greatest Hits                                                 | DE25 (10 Wo.)DE | AT14 (10 Wo.)AT | — | UK5 Silber · (9 Wo.)UK | — | Erstveröffentlichung: 12. November 1984 Verkäufe: + 250.000                                  |
| 1985 | Breaking Up My Heart Greatest Hits                                      | DE31 (8 Wo.)DE | AT23 (2 Wo.)AT | — | UK14 (7 Wo.)UK | — | Erstveröffentlichung: 18. Februar 1985                                                       |
| 1985 | Lipstick, Powder and Paint                                              | DE52 (9 Wo.)DE | AT24 (2 Wo.)AT | CH22 (8 Wo.)CH | UK11 (9 Wo.)UK | — | Erstveröffentlichung: 30. September 1985 Original: Big Joe Turner                            |
| 1985 | Merry Christmas Everyone                                                | DE3 ×3Dreifachgold · (48 Wo.)DE | AT3 (55 Wo.)AT | CH9 (34 Wo.)CH | UK1 ×4Gold (Physisch) + Vierfachplatin (Digital) · (103 Wo.)UK                                                                           | — | Erstveröffentlichung: 26. November 1985 Verkäufe: + 4.085.000                                |
| 1986 | Turning Away Lipstick, Powder and Paint                                 | — | — | — | UK15 (7 Wo.)UK | — | Erstveröffentlichung: 27. Januar 1986                                                        |
| 1986 | Because I Love You Let’s Boogie                                         | — | — | — | UK14 (10 Wo.)UK | — | Erstveröffentlichung: 20. Oktober 1986                                                       |
| 1987 | A Little Boogie Woogie (In the Back of My Mind) Let’s Boogie            | — | — | — | UK12 (10 Wo.)UK | — | Erstveröffentlichung: 15. Juni 1987 Original: Gary Glitter                                   |
| 1987 | Come See About Me Let’s Boogie                                          | — | — | — | UK24 (6 Wo.)UK | — | Erstveröffentlichung: 7. September 1987 Original: The Supremes                               |
| 1987 | What Do You Want to Make Those Eyes at Me for? Let’s Boogie             | — | — | — | UK5 (8 Wo.)UK | — | Erstveröffentlichung: 16. November 1987 Original: Emile Ford and the Checkmates              |
| 1988 | Feel the Need in Me A Whole Lotta Shaky                                 | — | — | — | UK26 (5 Wo.)UK | — | Erstveröffentlichung: 11. Juli 1988 Original: Detroit Emeralds                               |
| 1988 | How Many Tears Can You Hide? A Whole Lotta Shaky                        | — | — | — | UK47 (4 Wo.)UK | — | Erstveröffentlichung: 3. Oktober 1988                                                        |
| 1988 | True Love A Whole Lotta Shaky                                           | — | — | — | UK23 (6 Wo.)UK | — | Erstveröffentlichung: 28. November 1988 Original: Bing Crosby & Grace Kelly                  |
| 1989 | Jezebel A Whole Lotta Shaky                                             | — | — | — | UK58 (2 Wo.)UK | — | Erstveröffentlichung: 6. Februar 1989 Original: Frankie Laine                                |
| 1989 | Love Attack There Are Two Kinds of Music … Rock ’n’ Roll                | — | — | — | UK28 (4 Wo.)UK | — | Erstveröffentlichung: 1. Mai 1989                                                            |
| 1990 | I Might There Are Two Kinds of Music … Rock ’n’ Roll                    | — | AT26 (3 Wo.)AT | — | UK18 (6 Wo.)UK | — | Erstveröffentlichung: 12. Februar 1990                                                       |
| 1990 | Yes I Do There Are Two Kinds of Music … Rock ’n’ Roll                   | — | — | — | UK60 (3 Wo.)UK | — | Erstveröffentlichung: 30. April 1990                                                         |
| 1990 | Pink Champagne There Are Two Kinds of Music … Rock ’n’ Roll             | — | — | — | UK59 (2 Wo.)UK | — | Erstveröffentlichung: 6. August 1990                                                         |
| 1990 | My Cutie Cutie There Are Two Kinds of Music … Rock ’n’ Roll             | — | — | — | UK75 (2 Wo.)UK | — | Erstveröffentlichung: 1. Oktober 1990                                                        |
| 1990 | The Best Christmas of Them All Merry Christmas Everyone                 | — | — | — | UK19 (4 Wo.)UK | — | Erstveröffentlichung: 3. Dezember 1990                                                       |
| 1991 | I’ll Be Home This Christmas Merry Christmas Everyone                    | — | — | — | UK34 (5 Wo.)UK | — | Erstveröffentlichung: 25. November 1991                                                      |
| 1992 | Radio The Epic Years                                                    | — | — | — | UK37 (3 Wo.)UK | — | Erstveröffentlichung: 28. September 1992 feat. Roger Taylor                                  |
| 1999 | Rock ‘n’ Roll Hitmix ’99 –                                              | — | — | — | — | — | Erstveröffentlichung: 15. März 1999                                                          |
| 2005 | Trouble / This Ole House Now Listen / The Collection                    | — | — | — | UK20 (3 Wo.)UK | — | Erstveröffentlichung: 13. Juni 2005                                                          |
| 2020 | I Need You Now Fire in the Blood – The Definitive Collection            | — | — | — | — | — | Erstveröffentlichung: 23. September 2020                                                     |
| 2020 | Wild at Heart Fire in the Blood – The Definitive Collection             | — | — | — | — | — | Erstveröffentlichung: 13. Oktober 2020                                                       |

grau schraffiert: keine Chartdaten aus diesem Jahr verfügbar

## Videoalben und Musikvideos

### Videoalben
| Jahr | Titel Musiklabel                       | Anmerkungen                        |
| ---- | -------------------------------------- | ---------------------------------- |
| 1984 | Video Show CBS Fox Video (CBS)         | Erstveröffentlichung: 1984         |
| 1987 | Video Show, Vol. 2 CBS Fox Video (CBS) | Erstveröffentlichung: 1987         |
| 1992 | The Epic Videos SMV Enterprises (Sony) | Erstveröffentlichung: 1992         |
| 2005 | The DVD Collection Epic Records (Sony) | Erstveröffentlichung: 13. Mai 2005 |

### Musikvideos
| Jahr | Titel                                                | Regisseur(e) |
| ---- | ---------------------------------------------------- | ------------ |
| 1977 | Somebody Touched Me                                  |              |
| 1981 | This Ole House                                       |              |
| 1981 | You Drive Me Crazy                                   |              |
| 1981 | Green Door                                           |              |
| 1981 | It’s Raining                                         |              |
| 1982 | Oh Julie                                             |              |
| 1982 | Shirley                                              |              |
| 1982 | Give Me Your Heart Tonight                           |              |
| 1982 | I’ll Be Satisfied                                    |              |
| 1983 | It’s Late                                            |              |
| 1983 | Cry Just a Little Bit                                |              |
| 1983 | A Rockin’ Good Way (To Mess Around and Fall in Love) |              |
| 1984 | Marie, Marie                                         |              |
| 1984 | A Love Worth Waiting For                             |              |
| 1984 | A Letter to You                                      |              |
| 1984 | Teardrops                                            |              |
| 1985 | Merry Christmas Everyone                             |              |
| 1985 | Breaking Up My Heart                                 |              |
| 1985 | Lipstick, Powder and Paint                           |              |
| 1986 | Turning Away                                         |              |
| 1986 | Because I Love You                                   |              |
| 1987 | A Little Boogie Woogie (In the Back of My Mind)      |              |
| 1987 | Come See About Me                                    |              |
| 1987 | What Do You Want to Make Those Eyes at Me For        |              |
| 1988 | Feel the Need in Me                                  |              |
| 1988 | How Many Tears Can You Hide                          |              |
| 1988 | True Love                                            |              |
| 1989 | Jezebel                                              |              |
| 1989 | Love Attack                                          |              |
| 1990 | I Might                                              |              |
| 1990 | Yes I Do                                             |              |
| 1990 | Pink Champagne                                       |              |
| 1990 | My Cutie Cutie                                       |              |
| 1990 | The Best Christmas of Them All                       |              |
| 1991 | I’ll Be Home This Christmas                          |              |
| 1992 | Radio                                                |              |
| 2007 | Now Listen                                           |              |
| 2015 | Echoes of Merry Christmas Everyone                   |              |
| 2020 | Wild at Heart                                        | Mark Watson  |

## Sonderveröffentlichungen
| Jahr | Titel Musiklabel                                              | Anmerkungen                                                      |
| ---- | ------------------------------------------------------------- | ---------------------------------------------------------------- |
| 1984 | Green Door / Give Me Your Heart Tonight Epic Records (CBS)    | Erstveröffentlichung: 1984 Teil der „2-for-the-Price-of-1“-Reihe |
| 1984 | Lo Mejor Epic Records (CBS)                                   | Erstveröffentlichung: 1984 Veröffentlichung nur in Ecuador       |
| 1994 | A Whole Lotta Hits – The Danish Collection Epic Records (CBS) | Erstveröffentlichung: 1994 Veröffentlichung nur in Dänemark      |
| 1999 | The Very Best Of Epic Records (Sony)                          | Erstveröffentlichung: 1994 Veröffentlichung nur in Norwegen      |
| 2002 | Greatest Hits Sony Music (Sony)                               | Erstveröffentlichung: 2002 Veröffentlichung nur in Deutschland   |
| 2009 | Greatest Hits Sony Music (Sony)                               | Erstveröffentlichung: 2009 Veröffentlichung nur in Polen         |

## Promoveröffentlichungen
| Jahr | Titel Album                                                    | Anmerkungen                                                      |
| ---- | -------------------------------------------------------------- | ---------------------------------------------------------------- |
| 1977 | It’s Rock ‘n’ Roll / I Told You So –                           | Erstveröffentlichung: 1977                                       |
| 1978 | Get Back John Manhattan Melodrama                              | Erstveröffentlichung: 1978                                       |
| 1979 | Endless Sleep –                                                | Erstveröffentlichung: 12. Januar 1979 Original: Jody Reynolds    |
| 1979 | Spooky –                                                       | Erstveröffentlichung: 11. Mai 1979 Original: Mike Sharpe         |
| 1981 | Shaky Sings Elvis, Vol. 1 –                                    | Erstveröffentlichung: 11. September 1981 Original: Elvis Presley |
| 1981 | Shaky Sings Elvis, Vol. 2 –                                    | Erstveröffentlichung: 11. September 1981 Original: Elvis Presley |
| 1983 | Tiger –                                                        | Erstveröffentlichung: Januar 1983                                |
| 1983 | Sweet Little Sixteen –                                         | Erstveröffentlichung: 1983 Original: Chuck Berry                 |
| 1984 | Megamixofhits Party Pack                                       | Erstveröffentlichung: 12. November 1984                          |
| 2006 | Now Listen                                                     | Erstveröffentlichung: 2006                                       |
| 2016 | Down into Muddy Water Echoes of Our Times                      | Erstveröffentlichung: 2016                                       |
| 2016 | Last Man Alive Echoes of Our Times                             | Erstveröffentlichung: 19. August 2016                            |
| 2017 | Down in the Hole Fire in the Blood – The Definitive Collection | Erstveröffentlichung: 17. März 2017                              |

## Boxsets
| Jahr | Titel Musiklabel                                                            | Höchstplatzierung, Gesamtwochen, AuszeichnungChartplatzierungen (Jahr, Titel, Musiklabel, Platzierungen, Wochen, Auszeichnungen, Anmerkungen) | Höchstplatzierung, Gesamtwochen, AuszeichnungChartplatzierungen (Jahr, Titel, Musiklabel, Platzierungen, Wochen, Auszeichnungen, Anmerkungen) | Höchstplatzierung, Gesamtwochen, AuszeichnungChartplatzierungen (Jahr, Titel, Musiklabel, Platzierungen, Wochen, Auszeichnungen, Anmerkungen) | Höchstplatzierung, Gesamtwochen, AuszeichnungChartplatzierungen (Jahr, Titel, Musiklabel, Platzierungen, Wochen, Auszeichnungen, Anmerkungen) | Höchstplatzierung, Gesamtwochen, AuszeichnungChartplatzierungen (Jahr, Titel, Musiklabel, Platzierungen, Wochen, Auszeichnungen, Anmerkungen) | Anmerkungen                                                |
| Jahr | Titel Musiklabel                                                            | DE | AT | CH | UK | US | Anmerkungen                                                |
| ---- | --------------------------------------------------------------------------- | --- | --- | --- | --- | --- | ---------------------------------------------------------- |
| 2003 | Hits & More! Sony Music (Sony BMG)                                          | — | — | — | — | — | Erstveröffentlichung: 16. Juni 2003                        |
| 2009 | The Epic Masters Epic Records (Sony)                                        | — | — | — | — | — | Erstveröffentlichung: 13. November 2009                    |
| 2020 | Fire in the Blood – The Definitive Collection BMG Rights Management (WMG)   | DE54 (1 Wo.)DE | AT72 (1 Wo.)AT | — | — | — | Erstveröffentlichung: 27. November 2020                    |
| 2020 | Singled Out – The Definitive Singles Collection BMG Rights Management (WMG) | DE88 (1 Wo.)DE | AT68 (1 Wo.)AT | — | UK10 Silber · (5 Wo.)UK | — | Erstveröffentlichung: 27. November 2020 Verkäufe: + 60.000 |

## Statistik

### Chartauswertung
|                     | DE     | AT    | CH    | UK     | US    |
| ------------------- | ------ | ----- | ----- | ------ | ----- |
| Nummer-eins-Alben   | DE—DE  | AT1AT | CH—CH | UK1UK  | US—US |
| Top-10-Alben        | DE4DE  | AT4AT | CH—CH | UK6UK  | US—US |
| Alben in den Charts | DE13DE | AT8AT | CH2CH | UK16UK | US—US |

|                       | DE     | AT     | CH     | UK     | US    |
| --------------------- | ------ | ------ | ------ | ------ | ----- |
| Nummer-eins-Singles   | DE—DE  | AT1AT  | CH1CH  | UK4UK  | US—US |
| Top-10-Singles        | DE7DE  | AT8AT  | CH8CH  | UK15UK | US—US |
| Singles in den Charts | DE19DE | AT14AT | CH11CH | UK38UK | US1US |

### Auszeichnungen für Musikverkäufe
| Goldene Schallplatte - Dänemark - 2004: für das Album Collectable - 2011: für das Album The Collection - Kanada - 1982: für das Album You Drive Me Crazy - Neuseeland - 1982: für die Single This Ole House - 2021: für die Single Merry Christmas Everyone - Polen - 2005: für das Album Simply the Best | Platin-Schallplatte - Australien - 1982: für das Album Shaky 4× Platin-Schallplatte - Dänemark - 2024: für die Single Merry Christmas Everyone |

Anmerkung: Auszeichnungen in Ländern aus den Charttabellen bzw. Chartboxen sind in ebendiesen zu finden.
| Land/RegionAuszeichnungen für Musikverkäufe (Land/Region, Auszeichnungen, Verkäufe, Quellen) | Silber     | Gold       | Platin       | Verkäufe  | Quellen                   |
| -------------------------------------------------------------------------------------------- | ---------- | ---------- | ------------ | --------- | ------------------------- |
| Australien (ARIA)                                                                            | —          | —          | Platin1      | 50.000    | Einzelnachweise           |
| Dänemark (IFPI)                                                                              | —          | 2× Gold2   | 4× Platin4   | 395.000   | ifpi.dk                   |
| Deutschland (BVMI)                                                                           | —          | 3× Gold3   | Platin1      | 1.400.000 | musikindustrie.de         |
| Kanada (MC)                                                                                  | —          | Gold1      | —            | 50.000    | musiccanada.com           |
| Neuseeland (RMNZ)                                                                            | —          | 2× Gold2   | —            | 25.000    | aotearoamusiccharts.co.nz |
| Polen (ZPAV)                                                                                 | —          | Gold1      | —            | 20.000    | olis.pl                   |
| Vereinigtes Königreich (BPI)                                                                 | 7× Silber7 | 10× Gold10 | 7× Platin7   | 7.770.000 | bpi.co.uk                 |
| Insgesamt                                                                                    | 7× Silber7 | 19× Gold19 | 13× Platin13 |           |                           |